# Florette Vancauwelaert
Florette Vancauwelaert (Waals-Brabant, 1944) is een Belgische architect. Ze behaalde in 1968 haar diploma architectuur aan de Koninklijke Academie voor Schone Kunsten van Brussel. Na haar studies verhuisde ze naar de Kempen. Florette Vancauwelaert werd als eerste vrouwelijke architect in de Kempen toegelaten bij de Koninklijke Maatschappij der Bouwmeesters van Antwerpen.

## Loopbaan
Na haar verhuis deed Florette Vancauwelaert stage bij atelier Vanhout-Schellekens in Turnhout, het collectief van de architecten Carli Vanhout en Paul Schellekens. Ze verdiepte zich in de laat modernistische stijl van deze architecten, later gekend als de Turnhoutse School. Ze volgde tijdens haar stage mee de werf op van het cultuurcentrum De Warande. Ze was toen naar eigen zeggen de eerste vrouwelijke architect op een bouwwerf in de Kempen. In 1971 ging ze aan de slag als zelfstandig architect. Veertig jaar lang werkte ze aan een tiental dossiers per jaar. Ze gaf als architect de regio rond Turnhout mee vorm.

## Stijl
Vooral woningen en appartementsgebouwen behoren tot het oeuvre van de architect. De stijl die ze leerde tijdens haar stage, beïnvloedde haar eigen ontwerpen. De combinatie van donkere baksteen en beton komt regelmatig terug in haar werk. Geometrische vormen en niveauverschillen kenmerken eveneens haar portfolio. De geest van haar architectuur bleef bewaard in “Villa T”, een dokterswoning in Westerlo, gebouwd in 1978. De modernistische stijl hield ze aan tot het einde van haar carrière.